# ベネフィット・ワン
株式会社ベネフィット・ワン（英: Benefit One Inc.）は、東京都新宿区に本社を置く、官公庁や企業の福利厚生業務「ベネフィット・ステーション」の運営代行サービスを行う企業。

## 概要
パソナ社内ベンチャー第一号企業である。
福利厚生の運営代行の他に、インセンティブ事業やCRM（Customer Relationship Management）事業、パーソナル事業、ヘルスケア事業、購買・精算代行事業など、人事総務部門に向けたサービスを幅広く行っている。

## 事業所
- 本社 - 東京都新宿区西新宿3丁目7番1号　新宿パークタワー37階
- 拠点 - 札幌・仙台・東京・横浜・静岡・名古屋・京都・神戸・広島・高松・松山・福岡
- オペレーションセンター - 大森（東京都大田区）・松山
- ベース - 愛南・八幡浜・宿毛・久万高原・内子・上島・淡路
- 直営施設 - 神奈川県足柄下郡箱根町、千葉県館山市、山梨県南都留郡山中湖村

## 沿革
- 1996年（平成8年）3月15日 - 東京都渋谷区にて株式会社ビジネス・コープを設立。
- 2001年（平成13年）4月 - 商号を株式会社ベネフィット・ワンに変更。
- 2004年（平成16年）
  - 9月17日 - 日本証券業協会に株式を店頭公開。
  - 12月13日 - 店頭登録制度廃止に伴い、ジャスダックに上場。
- 2006年（平成18年）
  - フルキャスト楽天ベネワンカップを協賛開始。
  - 2月 - 子会社の株式会社ベネフィット・ワンパートナーズを設立。
  - 3月3日 - 東京証券取引所市場第二部へ上場。
  - 7月 - 株式会社グローバルヘルスケアを子会社化。
  - 8月29日 - ジャスダック証券取引所への上場を廃止。
- 2007年（平成19年）2月 - 株式会社海外開発センターからの事業譲渡により、割引サービスを開始。
- 2009年（平成21年）7月1日 - 株式会社ベネフィット・ワンパートナーズおよび株式会社グローバルヘルスケアを吸収合併。
- 2013年（平成25年）- 株式会社読売旅行の主催旅行商品の取り扱いを開始
- 2018年（平成30年）11月 - 東証一部へ市場変更。
- 2021年（令和3年）10月 - JTBから株式会社JTBベネフィットの全株式を譲受。
- 2022年（令和4年）4月 - JTBベネフィットを吸収合併。同社の運営していた「えらべる倶楽部」はベネフィット・ワンにて引き続き運営。
- 2023年（令和5年）
  - 3月31日 -「えらべる倶楽部」のサービスを終了。
- 2024年（令和6年）
  - 5月20日 - 第一生命ホールディングスによるTOB成立[6]により東京証券取引所プライム市場上場廃止[2]。
  - 5月23日 - パソナグループ保有株式を自己取得、第一生命ホールディングスの完全子会社となる[7]。

## ビジネスモデル
創業以来、ベネフィット・ワンでは、ユーザー定額課金型のサービスマッチングを展開してきた。サービスサプライヤーからの広告収入やコミッションを収益源とする一般的な無料マッチングサイトに対し、ユーザーからの会費収入を収益源とする有料マッチングサイトを展開。
これにより、ユーザーに対して卸売価格での安いサービス利用料金を提示することができる。さらに、サプライヤーからの手数料収入に依存しないことで、公平かつ中立的な立場からユーザー目線でのサービス評価が可能となる。

## テレビ番組
- 日経スペシャル カンブリア宮殿 ホテルも飲食も格安！ 進化する「福利厚生サービス」の秘密（2015年11月12日、テレビ東京）[8]

## 書籍

### 関連書籍
- 『「サービスの流通創造」へのあくなき挑戦 進化し続けるBtoEプラットフォーマー ベネフィット・ワンの冒険』（2022年6月8日、IN通信社） ISBN 9784872184761